# Першиці
Першиці (пол. Pierszyce) — село в Польщі, у гміні Жабно Тарновського повіту Малопольського воєводства.
Населення — 280 осіб (2011).
У 1975-1998 роках село належало до Тарновського воєводства.

## Демографія
Демографічна структура станом на 31 березня 2011 року:
|          | Загалом | Допрацездатний вік | Працездатний вік | Постпрацездатний вік |
| -------- | ------- | ------------------ | ---------------- | -------------------- |
| Чоловіки | 145     | 33                 | 97               | 15                   |
| Жінки    | 135     | 25                 | 80               | 30                   |
| Разом    | 280     | 58                 | 177              | 45                   |